# Onorificenze militari statunitensi
Le Onorificenze militari degli Stati Uniti sono delle onorificenze militari che riconoscono il servizio e le azioni personale di un membro delle forze armate statunitensi.

## Ordine di precedenza

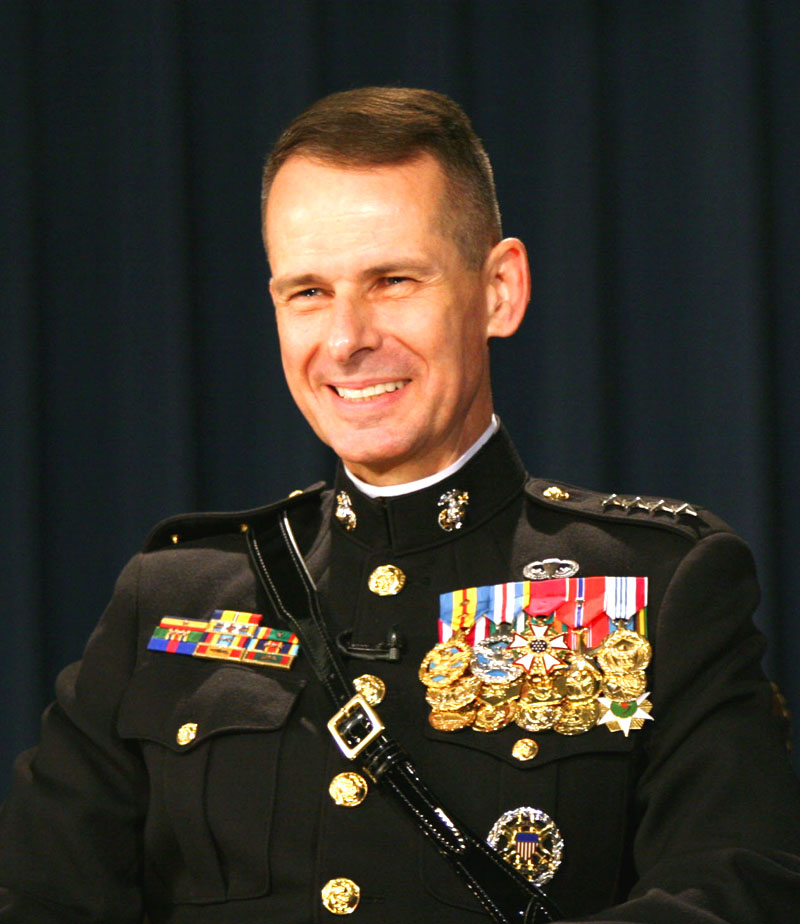
Il generale (in pensione) del Corpo dei Marines Peter Pace indossa le proprie decorazioni.

Ogni servizio ha il proprio ordine di precedenza, ma il seguente è un sistema di precedenze che si applica a tutti i servizi:
1. Decorazioni militari personali
2. Decorazioni militari di squadra
3. Decorazioni non militari personali (dopo le decorazioni di squadra in ordine di ricevimento; se provengono dallo stesso ente, si applicano le precedenze dell'ente stesso)
4. Decorazioni non militari di squadra
5. Decorazioni militari di campagna
6. Decorazioni militari di servizio e di addestramento
7. Decorazioni Merchant Marine e decorazioni non militari di servizio
8. Decorazioni non statunitensi militari personali
9. Decorazioni non statunitensi militari di squadra
10. Decorazioni non statunitensi di servizio (ad es. Nazioni Unite, NATO)
11. Decorazioni non statunitensi militari di servizio
12. Decorazioni della Marina e della Guardia Costiera
13. Decorazioni della Guardia Nazionale

- Le decorazioni di squadra sono indossate a destra

## Medaglie e nastri statunitensi

### Decorazioni personali

#### Medaglie di Spedizione
La A Device veniva, inizialmente, assegnata ad ogni membro della United States Navy che fosse rimasto coinvolto in un conflitto armato (vero o potenziale) con forze navali della Kriegsmarine tedesca. Dal 2002 viene riconosciuta a coloro che avessero ricevuto la Air Force Overseas Short Tour Service Ribbon per operazioni in zone artiche.

#### Per dipartimento militare
- Interforze
- Aviazione
- Esercito
- Guardia Costiera
- Marina e Corpo dei Marines
- Marina Mercantile
- Guardia Nazionale
- Forze di Difesa

Per contrassegnare dei conseguimenti multipli della stessa onorificenza, le forze statunitensi utilizzano dei particolari contrassegni che vengono appuntati ai nastri delle medaglie.

### Onorificenze non ufficiali e obsolete

#### Onorificenze obsolete
| Nome decorazione                                   |
| -------------------------------------------------- |
| Decorazioni personali                              |
| Certificate of Merit Medal                         |
| Marine Corps Brevet Medal                          |
| Specially Meritorious Service Medal                |
| Decorazioni di squadra                             |
| Secretary of Transportation Outstanding Unit Award |
| Coast Guard Bicentennial Unit Commendation         |
| Medaglie di campagna                               |
| Civil War Campaign Medal                           |
| Indian Campaign Medal                              |
| Nicaraguan Campaign Medal (1912)                   |
| Spanish Campaign Medal                             |
| Spanish War Service Medal                          |
| Army of Cuban Occupation Medal                     |
| Army of Cuban Pacification Medal                   |
| Army of Puerto Rican Occupation Medal              |
| Philippine Campaign Medal                          |
| Philippine Congressional Medal                     |
| China Campaign Medal (Army)                        |
| China Relief Expedition Medal (Navy)               |
| Mexican Service Medal                              |
| Mexican Border Service Medal                       |
| World War I Victory Medal                          |
| Army of Occupation of Germany Medal                |
| Yangtze Service Medal                              |

| Nome decorazione                                                     |
| -------------------------------------------------------------------- |
| Medaglie di campagna (continua)                                      |
| Dominican Campaign Medal                                             |
| Nicaraguan Campaign Medal (1933)                                     |
| Haitian Campaign Medal                                               |
| China Service Medal                                                  |
| American Defense Service Medal                                       |
| Women's Army Corps Service Medal                                     |
| American Campaign Medal                                              |
| European-African-Middle Eastern Campaign Medal                       |
| Asiatic-Pacific Campaign Medal                                       |
| World War II Victory Medal                                           |
| Army of Occupation Medal                                             |
| Navy Occupation Service Medal                                        |
| Medal for Humane Action                                              |
| Decorazioni di servizio e di addestramento                           |
| Army Wound Ribbon                                                    |
| Naval Reserve Medal                                                  |
| Fleet Marine Force Ribbon                                            |
| Marine Corps Reserve Ribbon                                          |
| Reserve Special Commendation Ribbon                                  |
| Air Force Good Conduct Medal                                         |
| Tiratori Nastro Tiratore Distinto (Pistola) Nastro Tiratore Distinto |